# Médaille pour la Patrie

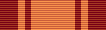
Ruban de la médaille

La médaille pour la Patrie (en azéri : Vətən uğrunda medalı) est une récompense de l'État de la République d'Azerbaïdjan.

## Histoire
La médaille a été créée le 29 décembre 1998. La médaille est décernée à des personnalités pour les services suivants :
- pour la participation à la garantie de l'intégrité territoriale de la République d'Azerbaïdjan ;
- en raison de l'activité visant à assurer la sécurité nationale de l'État ;
- pour la participation à la défense de la structure étatique.

## Description
La médaille pour la Patrie se compose d'une plaque ronde de diamètre de 36 mm, coulée en bronze et décorée le long du contour. Les armoiries de la République d'Azerbaïdjan sont placées au centre de la médaille, et en dessous se trouvent des images de deux sabres qui se croisent. Au-dessus des armoiries, les mots « pour la patrie » sont écrits le long du contour.